# 14318 Buzinov
14318 Buzinov eller 1978 SD3 är en asteroid i huvudbältet som upptäcktes den 26 september 1978 av den sovjetisk-ryska astronomen Ljudmila Zjuravljova vid Krims astrofysiska observatorium på Krim. Den är uppkallad efter Viktor Michajlovitj Buzinov.
Asteroiden har en diameter på ungefär 3 kilometer.